# Egeria (pelgrim)

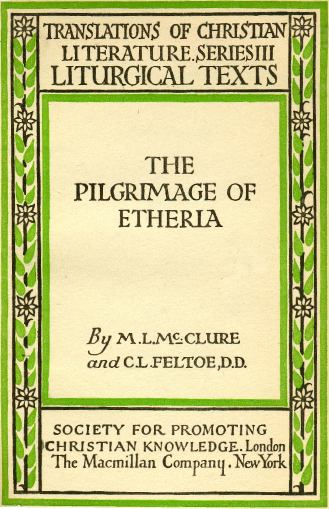
Omslag van een Engelse vertaling van de Itinerarium Egeriae uit 1919.

Egeria of Aetheria was een vrouw uit Gallaecia die tussen circa 381–384 een pelgrimstocht maakte naar het Heilige Land. Tijdens haar reis schreef zij haar ervaringen neer in een lange brief gericht aan haar "zusters", mogelijk christelijke vriendinnen, getiteld Itinerarium Egeriae. Deze brief is ons vandaag nog in delen bekend en biedt informatie over de christelijke liturgische praktijken van het Jeruzalem van de vierde eeuw.

## Identiteit
Veel van onze informatie over Egeria komt voort uit een zevende-eeuwse brief geschreven door de Gallaecische monnik Valerio van Bierzo. Hij looft Egeria en identificeert haar als een non, mogelijk omdat zij haar brief richt tot haar sorores (Latijn: zusters). Dit is echter een term die destijds veel gebruikt werd om vrouwelijke medechristenen aan te spreken. Valerio's geloof dat Egeria een non was kan ook voortkomen uit het feit dat zij een pelgrimstocht ondernam. Dit soort religieus toerisme werd wel vaker ondernomen door vrouwen in deze periode. Hierdoor bestaat er nog discussie over of Egeria nu een non was of niet. Het feit dat Egeria deze lange en dure reis alleen kon maken, naast de vele kennissen die zij tegenkwam op haar reis en de educatie die zij genoten lijkt te hebben, wijst er alvast op dat zij uit de middenklasse of hoger afkomstig is.

## Itinerarium Egeriae
Dit reisdagboek overleeft gedeeltelijk in een elfde-eeuws manuscript dat deel uitmaakt van de Codex Aretinus. Deze codex werd in 1884 door Gian Francesco Gamurrini te Arezzo ontdekt. Het begin en einde van het dagboek zijn verloren gegaan. De tekst begint met algemene opmerkingen over de religieuze centra die Egeria bezocht tijdens haar tocht, waaronder de Sinaïberg, 
Alexandrië, Edessa (met het graf van de apostel Thomas) en Constantinopel. Het merendeel van het dagboek gaat echter over de misvieringen van Jeruzalem. De inhoud gaat onder meer over de dagelijkse liturgie op werk- en zondagen en beschrijft daarnaast hoe de mis er op speciale gelegenheden doorheen het christelijke jaar gevierd werd. Egeria heeft ook oog voor de muzikale praktijken tijdens deze vieringen en geeft op deze manier de vroegst gekende verwijzing naar het gebruik van een antifoon tijdens de mis weer.
Er zijn wel meer dergelijke reisdagboeken bekend, maar deze is uniek vanwege zijn taalgebruik, dat sterk afwijkt van het klassieke Latijn, en door het feit dat het geschreven is door een vrouw.
Het oudst bewaard gebleven verslag van een pelgrimstocht naar het Heilige Land is het Itinerarium Burdigalense. Het is een beschrijving van een reis in het jaar 333.